# Sotra
Sotra é o nome de duas ilhas adjacentes da Noruega, pertencentes ao condado de Hordaland, denominadas Store Sotra e Litlesotra. Ficam a oeste de Bergen. A pequena ilha intermédia de Bildøy também é por vezes incluída na definição de "Sotra". Estão divididas pelos municípios de Fjell (Litlesotra e o norte de Store Sotra) e Sund (o sul de Store Sotra). Ocupam uma área de 246 km². A população total é de cerca de 25 000 habitantes.

## Galeria

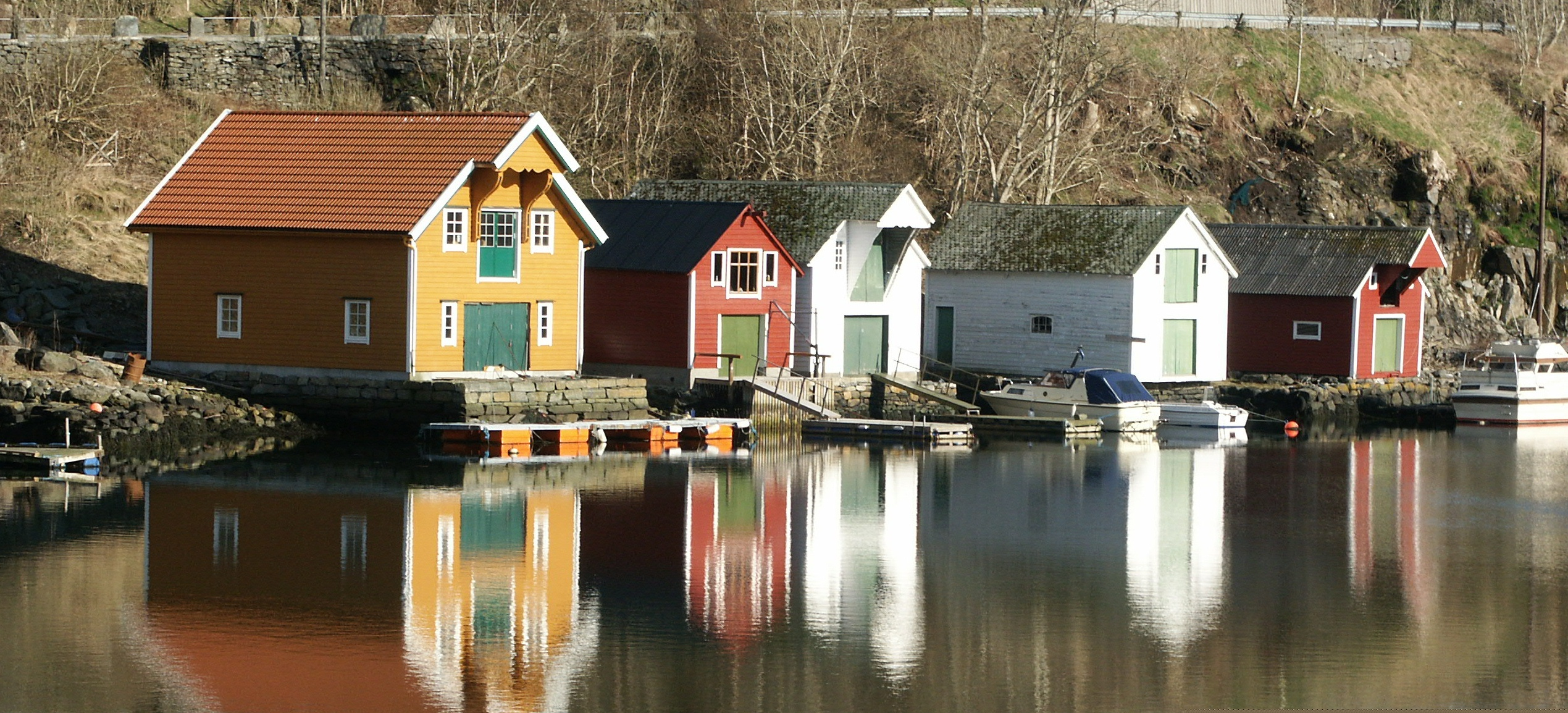
Ancoradouro em Bildøy, a leste de Sotra.

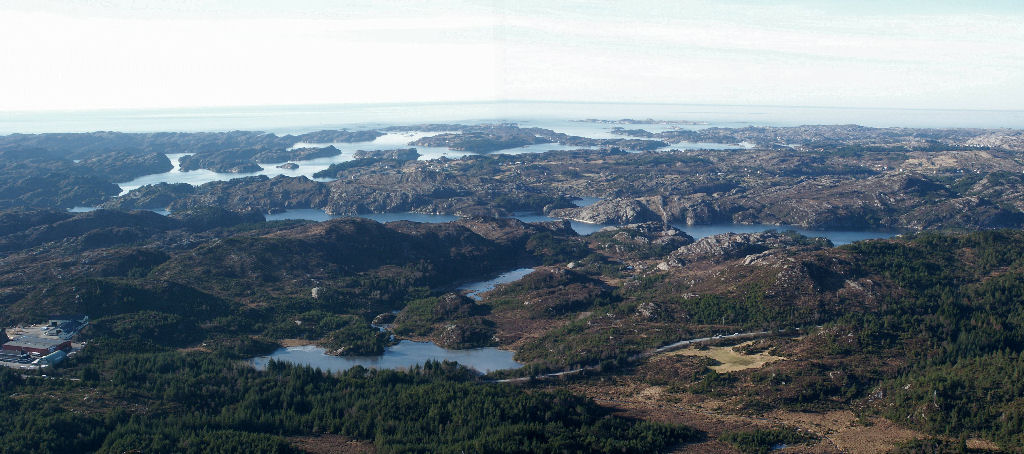
Vista de Liatårnet norte para Nessjøen, Møvik e arquipélago.